# Kaj Munk
Kaj Harald Leininger Munk, comúnmente llamado Kaj Munk, (Maribo, isla danesa de Lolland, 13 de enero de 1898 – Silkeborg, 4 de enero de 1944) fue un dramaturgo y pastor luterano danés, conocido por su compromiso cultural y su condición de mártir durante la Ocupación de Dinamarca en la Segunda Guerra Mundial. Se lo conmemora el 14 de agosto en el Calendario de Santos de la Iglesia Luterana, junto a Maximilian Kolbe.

## Biografía
Nació como Kaj Harald Leininger Petersen en la isla de Lolland, Dinamarca, pero quedó huérfano de ambos padres y fue criado por una familia apellidada Munk que terminó por adoptarlo en 1916. Su intensa fe pietista estuvo sin duda en el origen de su vocación religiosa y en 1924 obtuvo una diplomatura en teología en la Universidad de Copenhague y fue ordenado pastor. Desde ese mismo año hasta su muerte fue vicario responsable de la parroquia rural de Vedersø en Jutlandia occidental. Munk era un intelectual y ferviente creyente, condición que les suscitó a abogar por una renovación de Dinamarca. Sus obras teatrales fueron hechas públicas y representadas en su mayoría durante la década de 1930, aunque varias habían sido compuestas la década anterior. Gran parte de su obra es una contribución al "debate de la filosofía de la vida" (religión - marxismo - darwinismo) que marcó profundamente la vida cultural danesa durante este período. Su teatro muestra ante todo la admiración por el esfuerzo humano y el papel de los héroes a lo largo de la historia, poniendo en los débiles la iluminación religiosa de la fe y la justicia.
En una ocasión, a principios de la década de 1930, Munk realizó un comentario que regresaría para atormentarlo en los años posteriores: expresó admiración hacia Hitler (por la unificación de los alemanes) y deseó que apareciese una figura unificadora similar en Dinamarca (al igual que otros importantes personajes de la historia en aquel momento como Winston Churchill quién había expresado su admiración por éste antes de la contienda). Sin embargo, la opinión de Munk sobre Hitler y más tarde sobre Benito Mussolini cambió hasta convertirse en un disgusto manifiesto, a medida que fueron surgiendo la persecución a la comunidad judía alemana y la guerra de Mussolini en Etiopía. En 1938, el periódico danés Jyllands-Posten publicó en su portada una carta abierta a Benito Mussolini escrita por Kaj Munk, en la que criticaba la persecución contra los judíos.
Más tarde, Munk se opuso fuertemente a la Ocupación de Dinamarca por parte de Alemania (1940–1945), aunque se oponía a la idea de un gobierno democrático y prefería una especie de "dictador nórdico" que uniese a los países de la región y los mantuviese neutrales durante los períodos de crisis internacional. En Un idealista pinta la figura de Herodes como un hombre sediento de poder. Sus obras de teatro Han sidder ved Smeltediglen y Niels Ebbesen fueron ataques directos al Nazismo. La primera se centra en el racismo; la última pinta la figura del héroe nacional danés Niels Ebbesen, un escudero medieval que se atrevió a asesinar a uno de los primeros ocupantes alemanes en Dinamarca, el conde Gerhard III, visible analogía de la contemporánea invasión de Dinamarca por Alemania en la Segunda Guerra Mundial.
Munk fue arrestado y posteriormente asesinado por la Gestapo el 4 de enero de 1944; su cuerpo fue abandonado en una cuneta en Hørbylunde, cerca de Silkeborg. En homenaje suyo el estado permitió a su viuda vivir en la rectoría de la parroquia de Munk, donde actualmente está enterrado, hasta su muerte.

## Obras
Solía usar un contexto histórico para sus obras; entre sus influencias se encuentran William Shakespeare, Adam Oehlenschläger, Henrik Ibsen y George Bernard Shaw. En sus escritos, Munk demostraba su gran admiración por los "personajes fuertes" e incluía personajes que luchaban contra viento y marea por sus ideales, sean buenos o malos. En su obra En Idealist, por ejemplo, el "héroe" es el Rey Herodes, cuya lucha por mantener el poder es el motivo que se encuentra detrás de todos sus actos, hasta que finalmente es vencido por una muestra de amabilidad hacia Jesucristo, recién nacido, en un momento de debilidad. I Brændingen es un retrato camuflado del antagonista de Munk, el antirreligioso Georg Brandes, cuyo ateísmo lo impresionó lo suficiente como para realizar la obra. 
Su obra Ordet (La palabra), de 1925, película destacable entre toda su producción; La Palabra es un filme que reflexiona sobre la fe y sobre los distintos posicionamientos del individuo frente a ella. Cada uno de los personajes representa, en cierto modo, una forma de fe o una determinada actitud ante la misma. En la obra, una familia de granjeros con diferentes grados de fe se reconcilian con sus vecinos por obra de un milagro. En 1955 se realizó una versión cinematográfica de Ordet, dirigida por Carl Theodor Dreyer, y ganó el Globo de Oro ese mismo año a la Mejor Película en Idioma Extranjero.
Sus obras, muchas de las cuales se representaron en el Det Kongelige Teater de Copenhague y en muchos otros teatros, incluyen: 
- Pilatus (1917. Publicada en 1937)
- Ordet (1925)
- Kærlighed (1926)
- En Idealist ("Un idealista", 1928)
- I Brændingen (1929)
- Kardinalen og Kongen ("Cardenal y Rey", 1929)
- Cant (1931)
- De Udvalgte (1933)
- Sejren (1936)
- Han sidder ved Smeltediglen (1938)
- Egelykke (1940)
- Niels Ebbesen (1942)
- Før Cannae ("La víspera de Cannas", 1943)

Otras obras suyas son La operación (1920), Amor (1926), El fénix (1926), Los cachones (1926), Una época (1928), Hombres y mar (1929), Hipocresía (1931), El verbo (1932; sin duda su principal éxito); Los elegidos (1933), Jerusalén y regreso (1934), Hamlet (1934), Victoria (1936), En el crisol (1938), Navigare necesse, El rey, Los señores jueces y La muerte de Ewald.
Un idealista y La víspera de Cannas fueron traducidas al español por Daniel Kraemer y Francisco Agramonte (Madrid: Aguilar, 1947). Niels Ebbesen ha sido traducida al inglés en 2007 por su nieta Arense Lund y Dave Carley.